# Vargem (São Paulo)
Vargem é um município brasileiro do estado de São Paulo. Sua população, segundo estimativa do IBGE em 2024 era de 10.805 habitantes. O município faz divisa com o estado de Minas Gerais.

## História
Berço do surgimento de Bragança Paulista, Vargem percorreu um longo caminho com importantes histórias até ter sua autonomia política decretada com a emancipação em 30 de dezembro de 1991. Criado como distrito em 1929, era pertencente ao atual município de Bragança Paulista, na época o antigo povoado de Nossa Senhora da Conceição do Jaguari.
Seus habitantes eram bandeirantes em busca de ouro, pedras e índios para escravizar, e, ainda, agricultores, que buscavam aproveitar e utilizar o valor econômico da terra para estabelecer um comércio entre o sertão e o litoral.
Antes disso, em 1778 e 1789, o povoado se formou a partir das concessões de terras a João Rodrigues Antunes e João Francisco de Oliveira, respectivamente. Porém, foi no século XIX que Vargem viveu uma de suas melhores épocas. A região se desenvolveu graças às produções de café e também por conta da instalação da Estrada de Ferro Bragantina, em 1913.
Com a chegada da estrada de ferro, a Região Bragantina teve novas possibilidades de crescimento e tinha na estação de Vargem a última do sistema. A ferrovia foi um grande fator de integração social, pois o maior movimento era de carga para a região sul de Minas Gerais. Por conta disso, Minas Gerais e São Paulo disputaram a posse pelo povoado de Vargem, representante da divisa entre os estados.
Voltando ao ano de 1929, Vargem já era considerada um grande centro de movimentação comercial e agrícola. Porém, em 1959, a inauguração da Rodovia Fernão Dias provocou a redução de movimento da Bragantina, culminando posteriormente em sua desativação e extinção, no ano de 1967. Junto com a queda da agricultura do café e o fim da ferrovia, a cidade passou por um período difícil.
Após ser criada em 1929, Vargem já havia sido elevada como município em 28 de dezembro de 1964, mas seis anos depois, em 17 de abril de 1970, foi reconduzida à condição de distrito de Bragança Paulista. Depois de 21 anos, enfim teve sua autonomia político-administrativa finalmente decretada.

### Formação territorial-administrativa
Histórico da formação do município:
- Distrito criado no município de Bragança (atual município de Bragança Paulista) pela Lei nº 2.369, de 30/11/1929.
- Município criado pela Lei nº 8.092, de 28/12/1964.
- Município reconduzido à condição de distrito, anexado ao município de Bragança Paulista, pelo Decreto de 17/04/1970.
- Município novamente criado pela Lei nº 7.664, de 30/12/1991.

## Geografia
Localiza-se a uma latitude 22º 53' 20" sul e a uma longitude 46º 24' 49" oeste, estando a uma altitude de 845 metros. Possui uma área de 142,595 km².

### Hidrografia
- Rio Jaguari.
- Usina Jaguari

### Rodovias

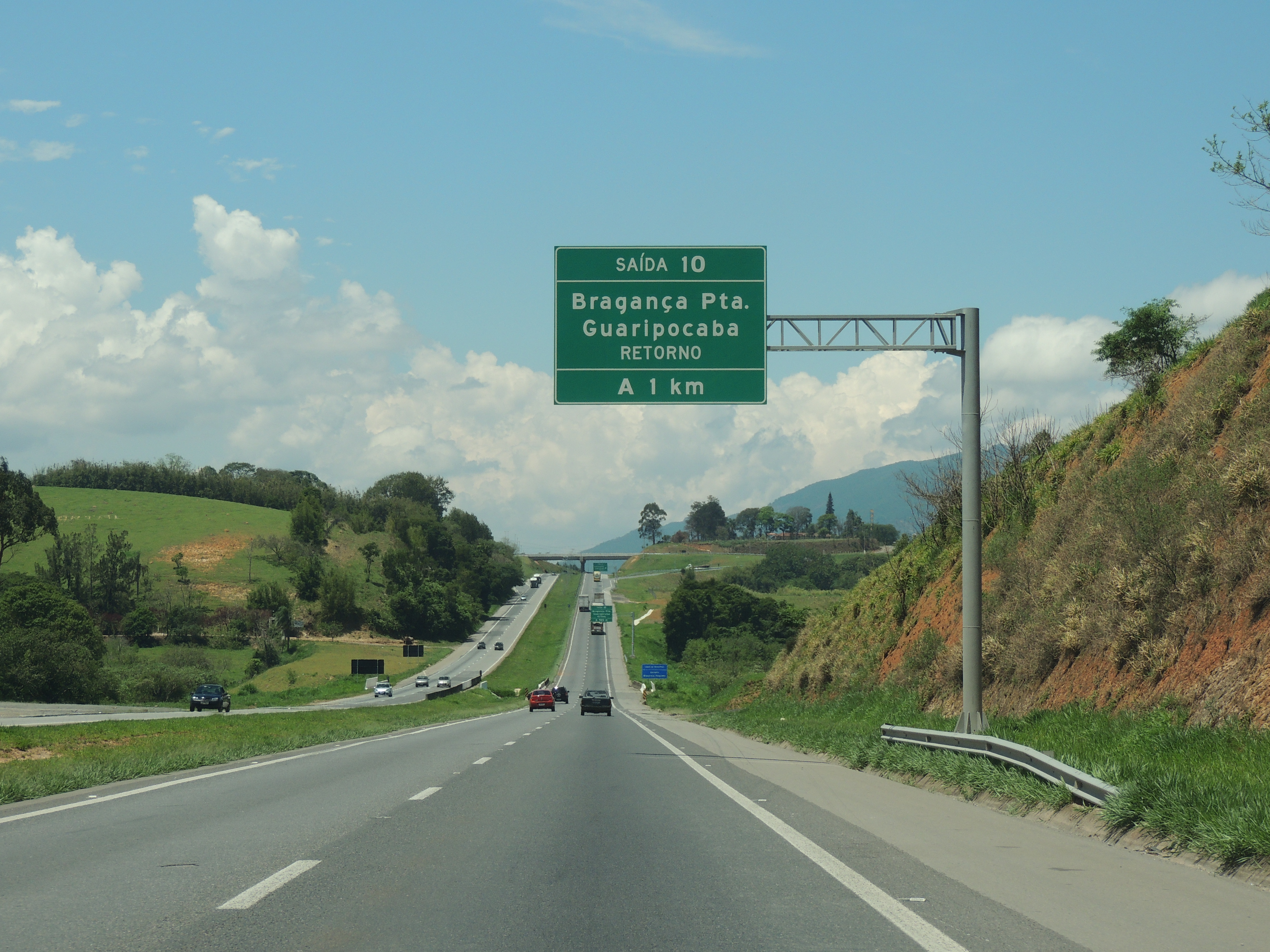
Trecho da Rodovia Fernão Dias em Vargem.

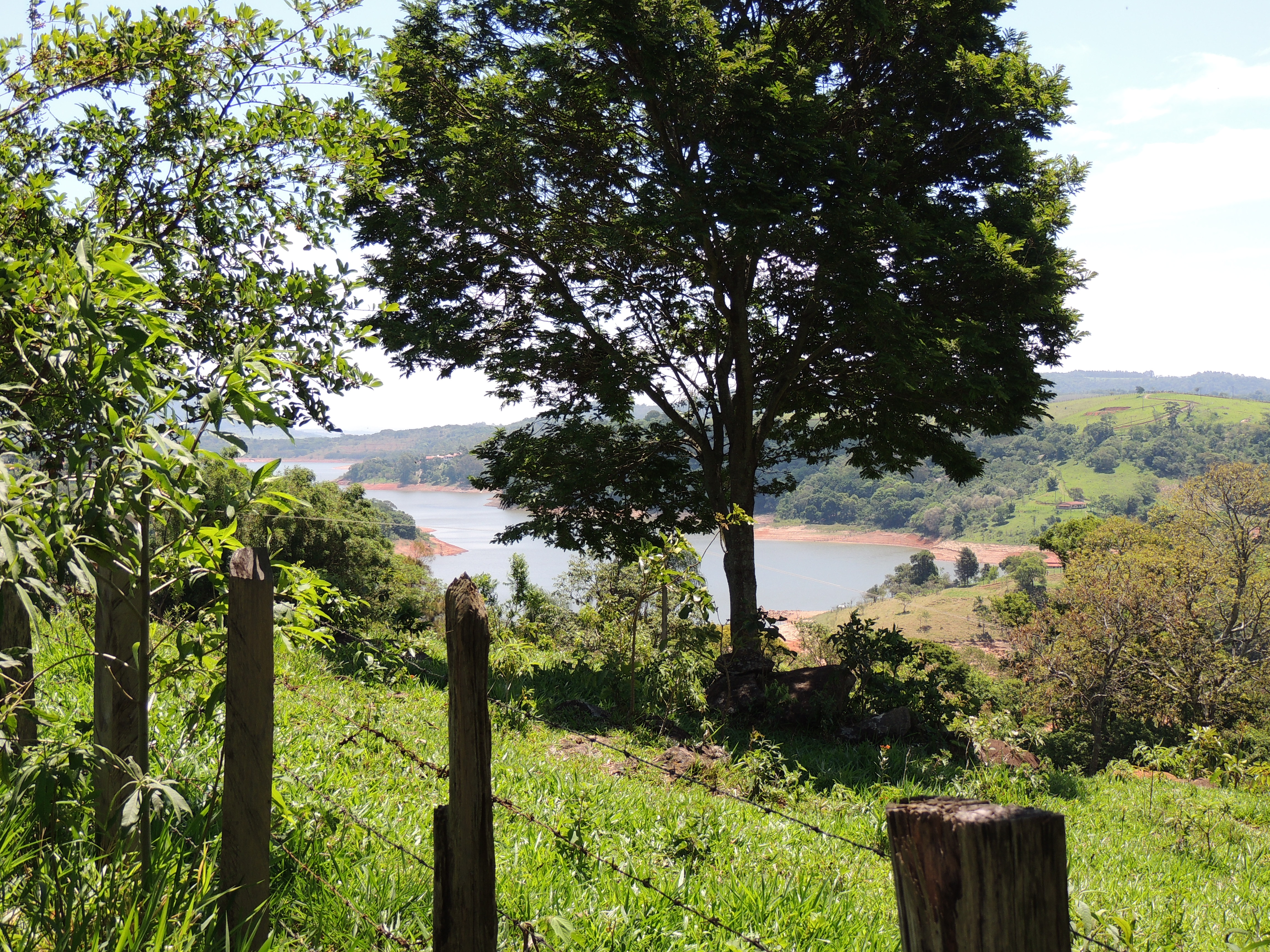
Paisagem da estrada de acesso à Joanópolis.

- Rod. Fernão Dias (BR-381) - São Paulo a Belo Horizonte.
- Rod. João Hermenegildo de Oliveira (SPA-009/010) - Acesso a Bragança Paulista.
- Rod. Entre Serras e Águas (SPA-003/010) - Acesso a Joanópolis.

## Demografia

### População
| Crescimento populacional                             | Crescimento populacional | Crescimento populacional | Crescimento populacional |
| Ano                                                  | População Total          |                          | %±                       |
| ---------------------------------------------------- | ------------------------ | ------------------------ | ------------------------ |
| 1991                                                 | 4 995                    |                          | —                        |
| 2000                                                 | 6 975                    |                          | 39,6%                    |
| 2010                                                 | 8 801                    |                          | 26,2%                    |
| 2022                                                 | 10 512                   |                          | 19,4%                    |
| Est. 2024                                            | 10 805                   | [ 11 ]                   | 2,8%                     |
| Fontes: Censos Demográficos IBGE e Estimativas SEADE |                          |                          |                          |

### Dados demográficos
Dados do censo de 2022
População Total: 10.512
- Homens: 5.365
- Mulheres: 5.147

## Política e administração
- Prefeito: Léodecio Alves de Lima (Léo Alves) (2025-2028)
- Vice-prefeito: Edvaldo Cardoso de Lima (2025-2028)
- Presidente da câmara: Dioginnys Tadeu Abreu Ferrini (2025-2026)

## Infraestrutura

### Energia
A concessionária de energia elétrica que atende o município é a Energisa Sul-Sudeste, antiga Bragantina (distribuidora do grupo Rede Energia).

### Saneamento
O serviço de abastecimento de água é feito pela Companhia de Saneamento Básico do Estado de São Paulo (SABESP).

### Comunicações
O sistema de telefones automáticos, assim como o sistema de discagem direta à distância (DDD) com o código de área (011), foram implantados na década de 80 pela Telecomunicações de São Paulo (TELESP).

### Transportes
- Nossa Senhora de Fátima Auto Ônibus - Suburbano (Circular) - Bragança Paulista.
- Auto Viação Cambuí - Suburbano (Circular) - Bragança Paulista e Extrema; e Convencional - Extrema, Itapeva, Camanducaia, Cambuí, Estiva, Pouso Alegre, Atibaia, Mairiporã, São Paulo.
- Viação Atibaia - São Paulo - Joanópolis
- Auto Viação Bragança - Varginha, São Gonçalo do Sapucaí, Careaçu, Pouso Alegre, Cambuí, São Paulo.
- Viação Santa Cruz - Santos, Pouso Alegre, Itajubá, Três Corações, Ouro Fino.

## Religião
O Cristianismo se faz presente na cidade da seguinte forma:

### Igreja Católica
- A igreja faz parte da Diocese de Bragança Paulista.[21]

### Igrejas Evangélicas
Entre as igrejas protestantes históricas, pentecostais e neopentecostais, encontram-se na cidade:
- Assembleia de Deus Ministério do Belém.[24][25]
- Congregação Cristã no Brasil.[26]